# Шалонский дом
Шалон (фр. de Chalon) — французский дворянский род, представители которого были графами Бургундии, Осера, Тоннера, сеньорами Шалон-Арле, а позже — принцами Оранскими и графами Шалон-Осер.

## Происхождение
Первоначально фамилию Шалон носили правители бургундского графства Шалон (или Шалон-сюр-Саон). Последний правитель графства, Жан I Мудрый (1190—1267) происходил из одной из ветвей Бургундского графского дома. Его отец, Этьен III (1165—1241), граф Осона, был правнуком Этьена I Храброго (1057—1102), графа Макона и Вьенна. А мать, Беатрис де Шалон (1174—1227), была дочерью графа Гильома II (ок.1120—1202), унаследовавшей графство Шалон после отречения отца в 1192 году.
Став графом после смерти матери в 1228 году, Жан Мудрый уже в 1237 году. для того, чтобы контролировать политику графа Бургундии Оттона II Меранского, обменял свои наследственные графства Шалон и Осон на сеньорию Сален и ряд других владений своему племяннику, герцогу Бургундии Гуго IV. Новые владения принесли ему большое богатство благодаря своим солончакам, а также позволили более активно вмешиваться в бургундские дела. Кроме того эти владения позволили ему взимать дорожные пошлины, поскольку именно через них проходила дорога из Италии во Францию. Кроме того Жан всячески старался увеличить свои владения, выкупая права на разные земли (их в Бургундии у него было больше пятидесяти). Кроме того он стал самым могущественным феодалом в регионе.
Жан оставил от трёх браков многочисленное потомство. От трех из сыновей Жана Мудрого пошли три ветви рода.

## История рода

### Бургундская ветвь
Родоначальником этой ветви стал старший из сыновей Жана Мудрого — Гуго (ум. 1267). В 1236 году отец женил его на Алисе Меранской, дочери графа Оттона II Меранского. После смерти в 1248 году графа Бургундии Оттона III графство Бургундия перешло к его сестре Алисе, жене Гуго. Правление Гуго было довольно беспокойным. С 1250 года у Гуго постоянно возникали конфликты с отцом, желавшим править Бургундией от имени своей невестки. В 1258 году восстало население Безансона против архиепископа Гильома. Восстание поддержали Жан и Гуго, в результате чего оно охватило все бургундское графство. В 1259 году восстание осудил папа Александр IV, призвавший вмешаться короля Франции Людовика IX и герцога Бургундии Гуго IV. Восстание прекратилось в 1260 году.
Гуго умер ещё при жизни отца. Жан Мудрый стал регентом графства Бургундия при малолетнем Оттоне IV (ум. 1303), но вскоре умер. Графство Бургундия до 1279 года находилось под управлением вдовы Гуго, Алисы Меранской, вышедшей в 1268 году вторично замуж — за Филиппа Савойского. Владения же Жана Мудрого разделили его живые на тот момент сыновья.
После смерти Алисы Меранской в 1279 году графство Бургундия перешло под управление Оттона IV. Начало его правления прошло в соперничестве с дядей, Жаном де Шалон-Арлей. Оттон был сторонником короля Франции, а Жан — Священной Римской империи, правителем которой в это время стал Рудольф I Габсбург. В 1289 году император воспользовался конфликтом между графом Базеля и графом Монбельяра Рено Бургундским (братом Оттона IV), решив подчинить графство своему влиянию. Поддерживаемая Жаном де Шалон-Арлей, двадцатитысячная армия Рудольфа вторглась в графство, захватив Монбельяр и осадив Безансон, где укрылись Оттон и Рено. Но город Рудольфу захватить так и не удалось, но он опустошил окрестности города. Но Оттон был вынужден подчиниться императору. Безансон при этом получил особый статус и свободу управления, при этом он был выведен из подчинения архиепископа. Жан де Шалон-Арлей, благодаря поддержке императора, стал в 1293 году мэром Безансона, а в следующем году стал виконтом Безансона.
В поисках защиты от притязаний Рудольфа, Оттон IV в 1291 году женился вторым браком на Маго (1268—1329), дочери Роберта II, графа Артуа. Благодаря этому он сблизился с французским королевским двором. Позже он подписал тайный договор с королём Франции Филиппом IV, по которому обязался выдать старшую дочь, Жанну, за второго сына короля — Филиппа, в качестве приданого он обязался передать графства Бургундия. Мужское потомство Маго и её мужа лишалось возможности наследовать Бургундию. В качестве компенсации, французское правительство подтвердило права Маго на графство Артуа, которое она в 1302 году наследовала после смерти своего отца. Это привело к её вражде с племянником, Робертом III д’Артуа, который также претендовал на графство. По тому же договору вторая дочь, Бланка, была обручена с младшим сыном короля — Карлом. Единственный же сын Оттона, Роберт, умер в 1315 году, не оставив потомства.
Другой сын Гуго де Шалона, Рено (ум. 1322), унаследовал Сален, а в 1282 году посредством брака унаследовал графство Монбельяр. Его сын, Отенин, был умственно отсталым и после его смерти графство Монбельяр унаследовала дочь Рено, Агнес.
Из остальных сыновей Гуго потомство оставил Жан (ум. ок. 1302/1303). После смерти его внука Жана, сеньора де Монтегю, в 1373 году ветвь угасла.

### Ветвь Шалон-Осер
Родоначальником её стал Жан де Шалон (1243—1309), сеньор де Рофор, получивший земли на юге графства. Кроме того, после брака на Алисе, внучке герцога Гуго IV, он унаследовал графство Осер. Их сын Гильом после смерти матери в 1290 году унаследовал Осер. Кроме того, в 1293 году ему досталось ещё и графство Тоннер, которое завещала графиня Маргарита, не имевшая наследников. Их потомки владели Осером до 1370 года, когда Жан IV де Шалон-Осер, управлявший графством Осер от имени отца, Жана III, продал это графство королю Франции за 31 000 ливров. В результате графство Осер оказалось включено в состав королевского домена. В составе владений дома сохранилось только графство Тоннер, который в 1379 году унаследовал в итоге младший брат Жана IV, Людовик I. Но сын Людовика I, Людовик II (ум. до 1422) в 1410 году оказался замешан в скандале с похищением Жанны де Перелло, придворной дамы герцога Бургундии Жана Бесстрашного, который конфисковал Тоннер, передав его под управление Артуру де Ришмону.
Последним представителем ветви по мужской линии был Гуго, брат Людовика II, погибший в 1424 году в битве при Верней. В 1435 году Тоннер был возвращен сестре Людовика II и Гуго, перейдя в итоге посредством брака в дом Юссон.

### Ветвь Шалон-Арле
Родоначальником её стал Жан де Шалон-Арле (1259—1315), который унаследовал отцовские владения на юге Юры, в центре Бургундии, а также Безансон. Один из его потомков, Жан (ум. 1418) посредством брака в 1393 году унаследовал Оранское княжество. Его потомки носили титул принцев Оранских.
Последним представителем дома был Филибер де Шалон (ум. 1530), после смерти которого княжество перешло к дилленбургской ветви династии Нассау, получившей название Оранской династии.